# ノスフェラトゥ (ゲーム)
『ノスフェラトゥ』 (Nosferatu) は、1994年10月7日に日本のセタから発売されたスーパーファミコン用横スクロールアクションゲーム。
主人公を操作し、吸血鬼ノスフェラトゥにさらわれた恋人を助けるため、魔物を退けながら単身で敵の城に乗り込んでゆく内容となっている。対戦型格闘ゲーム的要素を取り入れている事やコンティニューの回数によってエンディングが変化するマルチエンディング方式である事を特徴としている。
マップ構造やアクションについてはプリンス・オブ・ペルシャの影響が強く、350以上の動作パターンが用意されており、ポリゴンのアクションゲームにも通じる特有のヌルヌルした動きが追求されている。
パワークリスタルを3個集めるとジョンのパワーは1段階アップする。最高で3段階までのパワーアップが可能。攻撃はボタンの連打で連続攻撃になるが3発目には特殊な技が出るようになっている。

## ストーリー
19世紀、ノスフェラトゥ(不死なる者)の伝説がヨーロッパ全土を震えあがらせた。しだいに人々は恐怖を忘れ去り、平和な日々を過ごすようになった。しかし、それから何世紀もたった現在に彷彿とさせる事件が起こったのだった。
「少女蒸発事件」と呼ばれ誘拐事件とは違うものだった。その事件は日を追うごとに多発するようになり、新聞を賑わすようになった。すべての被害者は、若き処女なのである。人々は、この事件を単なる事件として受け取らなかった。そして、忘れ去られた恐怖の伝説を思い出し、しずかにつぶやく。「ノスフェラトゥ……。」
事件が新聞を賑わせはじめてから、いく月か経過したある日。ジョンとジュリアは、森の中で二人の時間を楽しんでいた。切株に座り、木漏れ日の中でけむるような青葉の匂いを感じていた。その時、気が付くと二人の目の前にある巨木の影に2つの赤い光があった。二人が気付いたと同時に、それが姿を表した。「狼だ…」ジョンがそう言うと、その獣は喉を鳴らしたあと、森の奥へと駆け去っていった。
ジュリアが忽然と消えたのは、その日、満月の夜だった。ジョンは森で出会った狼を思い出し、そしてまだジョンが子供のころに祖母から聞かされた昔話を思い出した。「ノスフェラトゥ…。」ジョンは昔話で聞いた、今は荒れ放題となっている古城、吸血鬼の城へ向かった。ジュリアを救い出すため、そして吸血鬼ノスフェラトゥを葬るために……。

## 登場人物

### ジョン
本作の主人公。正義感のある青年。恋人ジュリアを救うために、吸血鬼ノスフェラトゥに立ち向かう。

### ジュリア
ジョンの恋人。美しい容姿のため、吸血鬼ノスフェラトゥに連れ去られてしまった。

### ノスフェラトゥ
伝説の吸血鬼。コウモリに姿を変える魔力を持っており、処女の生き血を好む。

開発は同社が行い、当時社長だった富士本淳がプロデュース。プログラムはアーケードゲーム『スーパーリアル麻雀PV』（1994年）を手掛けた東田弘樹および望月哲夫、音楽はメサイヤのスーパーファミコン用ソフト『らんま1/2 町内激闘篇』（1992年）やエニックスのスーパーファミコン用ソフト『ブレインロード』（1994年）を手掛けた赤堀正直、パッケージイラストはアスキーのファミリーコンピュータ用ソフト『ウィザードリィ』（1987年）にてモンスター・デザインを手掛けた末弥純が担当している。
2014年2月21日・3月6日放送の『ゲームセンターCX』第17シーズンでは、「課長」こと有野晋哉が出したエンディングはバッドエンディングで、ADがグッドエンディングを出している。

## スタッフ
- グラフィック・デザイナー：磯田耕治、五十嵐恒三、あおやましんご
- プログラマー：T.NAKAMURA、東田弘樹、あんどうよしひろ、望月哲夫
- 音楽：赤堀正直（オーパス）
- 効果音：榎木淳（オーパス）
- スペシャル・サンクス：大野光明、はらだのぼる、下垣内浩志、岩塚守、セタUSA
- エグゼクティブ・プロデューサー：富士本淳
- パッケージ・イラスト：末弥純

## 評価
ゲーム誌『ファミコン通信』の「クロスレビュー」では、7・7・6・5の合計25点（満40点）、『ファミリーコンピュータMagazine』の読者投票による「ゲーム通信簿」での評価は以下の通り、20.0点（満30点）となっている。
| 項目 | キャラクタ | 音楽 | お買得度 | 操作性 | 熱中度 | オリジナリティ | 総合 |
| 得点 | 3.7        | 3.3  | 3.2      | 3.1    | 3.3    | 3.5            | 20.0 |